# 카슈가르 라이닝 국제공항
카슈가르 라이닝 국제공항 IATA: KHG, ICAO: ZWSH은 2023년 8월까지 카슈가르 공항으로 알려졌던 공항으로, 중화인민공화국 신장 위구르 자치구 카슈가르시에 위치한 군용 및 민간 겸용 공항이다.

## 역사
카슈가르 라이닝 국제공항은 1953년 10월에 개항했다. 2006년에 첫 국제선 항공편이 운항을 시작했다.

## 시설

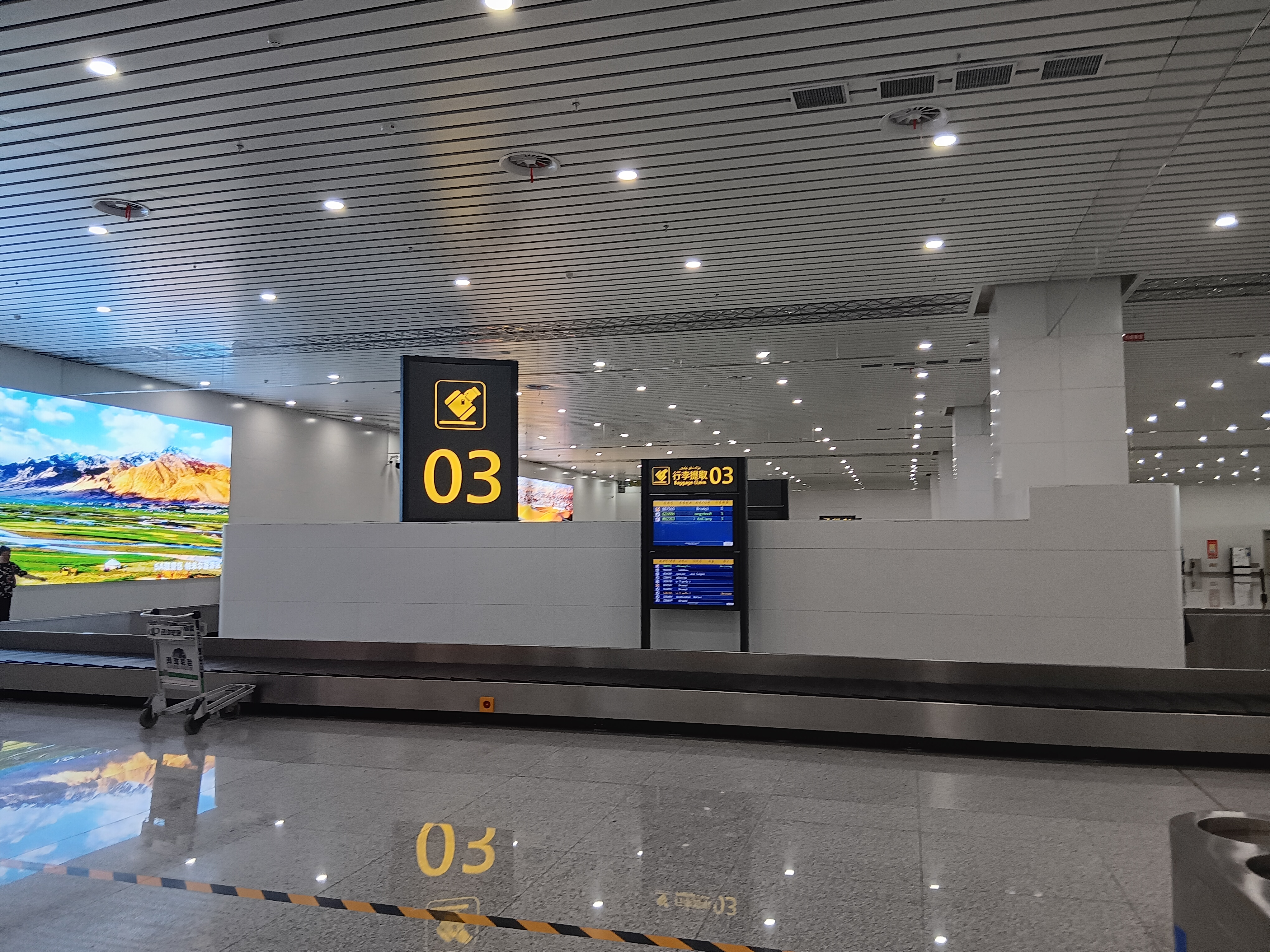
수하물 수취대

이 공항은 평균 해수면에서 4,529 피트 (1,380 m)의 고도에 위치한다. 콘크리트 표면을 가진 08/26으로 지정된 하나의 활주로가 있으며, 크기는 3,200 by 41 미터 (10,499 ft × 135 ft)이다. 이 활주로는 보잉 747-400과 같은 항공기를 수용할 수 있다.
터미널의 면적은 23,800 m2 (256,000 ft2)이며 8개의 게이트를 갖추고 있다.

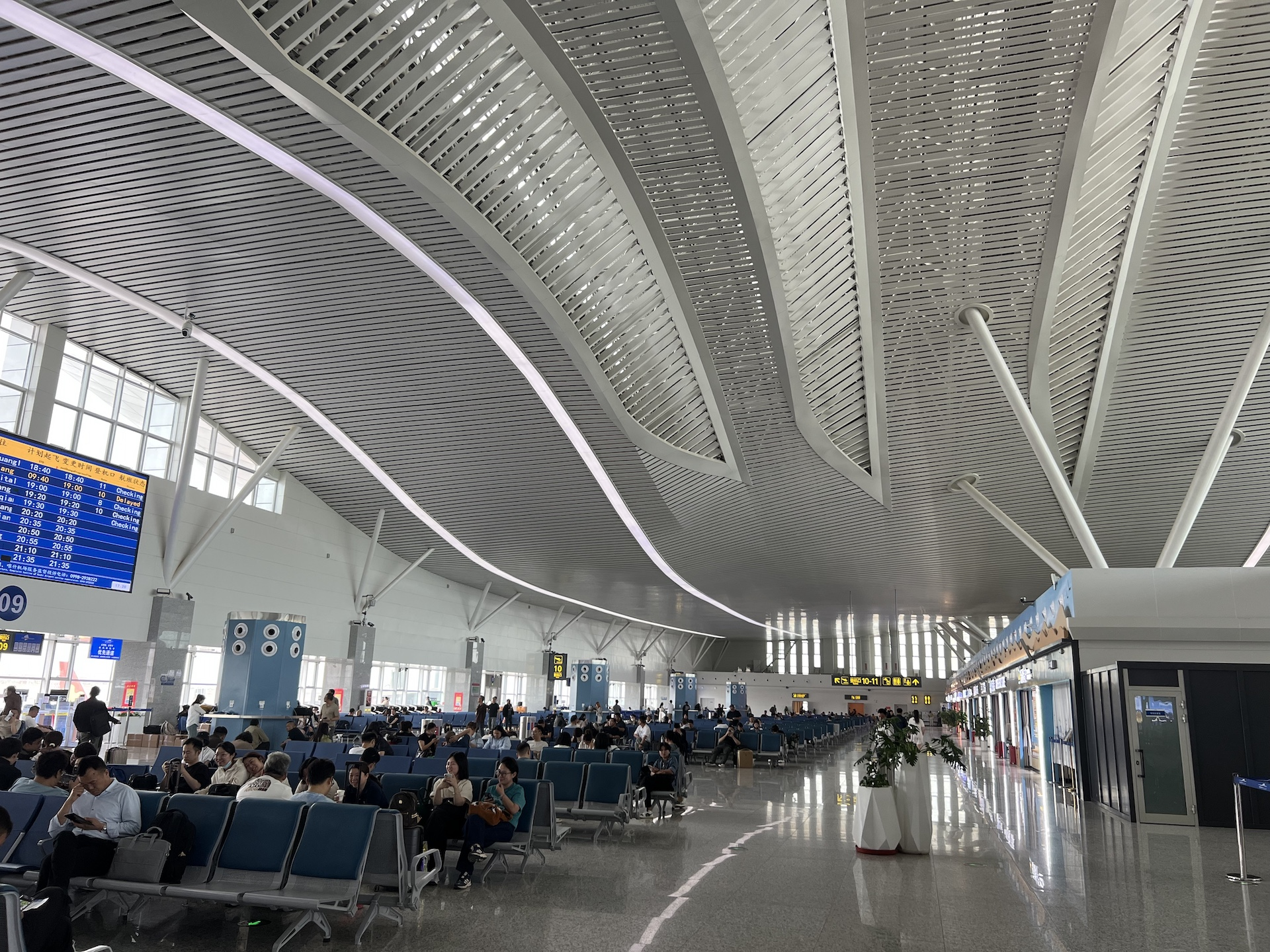
제2터미널

## 항공사 및 목적지
| 항공사                 | 목적지 |
| ---------------------- | --- |
| 중국국제항공           | 베이징 수도 국제공항, 청두 톈푸 국제공항, 우루무치 디워푸 국제공항 |
| 청두 항공              | 알타이, 아라얼, 청두 솽류 국제공항, 카라마이, 후잔트 공항 (2025년 7월 1일 시작), 쿠차, 치타이, 뤄창, 타청, 타슈쿠르간, 투루판, 우루무치 디워푸 국제공항, 이닝 |
| 중국동방항공           | 응가리-군사, 상하이 훙차오 국제공항, 상하이 푸둥 국제공항, 우루무치 디워푸 국제공항, 시안 셴양 국제공항 |
| 차이나 익스프레스 항공 | 아커쑤, 아라얼, 보러, 하미, 호탄, 커얼러, 쿠차, 치타이, 사처, 투무수커, 이닝, 위톈, 자오쑤 |
| 중국남방항공           | 베이징 다싱 국제공항, 창사 황화 국제공항, 청두 톈푸 국제공항, 광저우 바이윈 국제공항, 호탄, 이슬라마바드 국제공항, 지난 야오창 국제공항, 커얼러, 상하이 훙차오 국제공항, 상하이 푸둥 국제공항, 선전 바오안 국제공항, 타슈쿠르간, 우루무치 디워푸 국제공항, 정저우 신정 국제공항 |
| 충칭 항공              | 충칭 장베이 국제공항 |
| 푸저우 항공            | 란저우 |
| 하이난 항공            | 베이징 수도 국제공항, 선전 바오안 국제공항, 우루무치 디워푸 국제공항, 정저우 신정 국제공항 |
| 룽에어                 | 광저우 바이윈 국제공항, 항저우 샤오산 국제공항, 닝보 리서 국제공항, 시안 셴양 국제공항, 인촨, 정저우 신정 국제공항 |
| 럭키 에어              | 응가리-군사, 우루무치 디워푸 국제공항 |
| 칭다오 항공            | 창사 황화 국제공항, 란저우 |
| 산둥 항공              | 지난 야오창 국제공항, 우루무치 디워푸 국제공항 |
| 쓰촨 항공              | 베이징 수도 국제공항, 청두 솽류 국제공항, 우루무치 디워푸 국제공항 |
| 춘추항공               | 란저우 |
| 톈진 항공              | 우루무치 디워푸 국제공항, 이닝 |
| 우루무치 항공          | 청두 톈푸 국제공항, 우루무치 디워푸 국제공항, 잔장, 정저우 신정 국제공항 |
| 서부항공               | 중웨이 (2025년 7월 1일 시작), 정저우 신정 국제공항 |

### 화물
| 항공사             | 목적지 |
| ------------------ | ------ |
| YTO Cargo Airlines | 카라치 |

## 같이 보기
- 중화인민공화국의 공항 목록
- 바라나시 국제공항

## 내용주
1. ↑  중국어 간체자: 喀什机场, 정체자: 喀什機場, 병음: Kāshí Jīchǎng